# 1999年法国网球公开赛
1999年法国网球公开赛。

## 冠军
单打列出冠亚军以及决赛比分，双打列出冠军组合。

### 男子单打
主条目：1999年法國網球公開賽男子單打比賽
安德烈·阿加西（美国）1-6 2-6 6-4 6-3 6-4 安德烈·梅德维德夫（乌克兰）

### 女子单打
主条目：1999年法國網球公開賽女子單打比賽
施特菲·格拉芙（德国）4-6 7-5 6-2 玛蒂娜·辛吉斯（瑞士）

### 男子双打
主条目：1999年法國網球公開賽男子雙打比賽
马赫什·布帕蒂（印度）/利安德·帕斯（印度）

### 女子双打
主条目：1999年法國網球公開賽女子雙打比賽
大威廉姆斯（美国）/小威廉姆斯（美国）

### 混合双打
主条目：1999年法國網球公開賽混合雙打比賽
卡塔琳娜·斯雷博特尼克（斯洛伐克）/別·诺瓦尔（南非）

## 外部連結
- 官方網站

| 前任： 1998年法国网球公开赛     | 法国网球公开赛 1999年 | 繼任： 2001年法国网球公开赛     |
| 前任： 1999年澳大利亚网球公开赛 | 网球大满贯 1999年     | 繼任： 1999年温布尔登网球锦标赛 |